# 小荳荳！
《小荳荳！》，2017年10月2日於每日連續劇場播出。主演為清野菜名與松下奈緒。

## 登場角色

### 黑柳家
黑柳徹子：清野菜名（幼年：豐嶋花）（台灣配音：傅暐霖  ）
門山朝→黑柳朝：松下奈緒（台灣配音：魏晶琦 ）
黑柳守綱：山本耕史（台灣配音：宋克軍）
黑柳明兒：伊藤駿太（台灣配音：林慕青）
赤田市子：野村麻純（台灣配音：林慕青）
田口修治：日向丈
洛基（黑柳家寵物狗）

### 井上家
井上宏：高田純次（台灣配音：林谷珍）
井上悅（えつ）：八木亞希子

### 門山家
門山周通：佐藤B作 （台灣配音：  宋克軍）
門山三好：古村比呂（台灣配音： 馮友薇）
河合茂子：山下容莉枝（台灣配音：林慕青）
兒玉久興：本多力（台灣配音：張立昂）

### 乃木坂上倶樂部
椎名（シイナさん）：小澤征悅（台灣配音：林谷珍）
伊藤華子：高岡早紀（台灣配音：馮友薇）
丹尼（ダニー） 市川（市川次郎）：新納慎也（台灣配音：林谷珍）
艾美（エミー） 市川→艾美→椎名惠美子：凰稀要（台灣配音：林慕青）
上原香苗（かなえ）：黑坂真美（台灣配音：傅暐霖）
上原富夫：隈部洋平（台灣配音：張立昂）

### トモエ（巴氏）学園
小林宗作：竹中直人（台灣配音：宋克軍）
三輪康子：宮崎香蓮（台灣配音：林慕青）
福元郁夫：橫山步（台灣配音：林慕青）
菊池幸司：佐佐木悠太（台灣配音：馮友薇）

### 青森疎開先
佐佐木止（トメ）：中村明子
佐佐木伸夫：宮川一朗太（台灣配音：宋克軍）
佐佐木八重：石野陽子
鴨田：永島敏行
畑榮：郭智博

### 徹子相關人士
井川咲子→久松咲子：趣里（台灣配音：林慕青）
鐘坂史郎：遠藤雄彌（台灣配音：張立昂）
里見京子：瀨戶沙織（台灣配音：馮友薇）
橫山道代：山谷花純（台灣配音：魏晶琦）
向田邦子：山田真步
渥美清：山崎樹範（台灣配音：張立昂）
坂本九：林部智史
中村八大：崎本大海
永六輔：育之介
弘田三枝子：島本真衣
卡爾・祐介・凱納：城田優（台灣配音：林谷珍）
野際陽子：真瀨樹里（台灣配音：魏晶琦）
久松勇：三宅健
河毛博：藤岡靛（台灣配音：張立昂）
飯澤匡：高橋克典（台灣配音：宋克軍）
大岡龍男：里見浩太朗（台灣配音：林谷珍）
澤村貞子：淺野優子（台灣配音：馮友薇）
大橋恭彥：橋爪淳
森繁久彌：近藤真彥（台灣配音：宋克軍）

### 其他
櫻町遙（桜町はるか）：中尾美惠
有澤：橋本大二郎
清宮啓二：竹財輝之助牧師。（台灣配音：張立昂）
宮城：深澤敦（台灣配音：林谷珍）
高部清明：松田賢二
木島吉秋：田野倉雄太（台灣配音：林谷珍）
吉川義雄：伊藤正之（台灣配音：張立昂）
金剛丸五郎：齊木茂（台灣配音：宋克軍）
篠原麻里（シノハラマリ）卡爾・祐介・凱納秘書  ：廣山詞葉 （台灣配音：魏晶琦）
旁白 ：大下容子（台灣配音：馮友薇）
菅野百合子 清宮啓二的妻子（台灣配音：林慕青）

#### 東洋音樂學校
駒田雪乃：伊藤麻實子
澀井真知（渋井まち）：石橋菜津美
飯塚苑（その）：真中乃亞
友部豐：和田宗太郎
近藤昭義：西之園達大

#### 北千束小學
菅井雄二郎：外波山文明
榎木葛（カツ）：千葉雅子
仲尾：矢部研二

#### 帝都（東都）交響樂團
淺原清治：永山毅（台灣配音：林谷珍）
綾部仁：石井揮之
飯森太一：齊藤佑介

#### 飛龍紅一座
飛龍紅：岩崎廣美
飛龍田之助：神保悟志

## 幕後人員
- 原案 - 黒柳徹子
- 劇本 - 大石靜
- 主題曲 - 福山雅治「巴氏學園」（Amuse/環球音樂）
- 音樂 - S.E.N.S. Project
- 主題曲演奏 - 松下奈緒（史诗唱片）
- 旁白 - 大下容子
- 解說 - 田畑祐一
- 小提琴演奏 - 小塚泰、真部裕
- 技術協助 - VASC、WIND UP
- 美術協助 - KHK Art
- 音效 - SPOT
- 工作坊 - 東京Media CityTMC-1
- 製作統籌 - 五十嵐文郎（朝日電視台）
- 製作人 - 服部宣之（朝日電視台）、角田正子（Creators Management）、菊地裕幸（Creators Management）
- 共同製作人 - 田原敦子（朝日電視台）
- 導演 - 星田良子、遠藤光貴、朝比奈陽子、青木達也等
- 副導演 - 朝比奈陽子
- 助理導演 - 青木達也
- 製作出品 - 朝日電視台

## 播出日程
| 週數   | 集數                  | 播出日期            | 導演       |
| ------ | --------------------- | ------------------- | ---------- |
| 第01週 | 第01 - 05話           | 10月02日 - 10月06日 | 星田良子   |
| 第02週 | 第06 - 10話           | 10月09日 - 10月13日 | 星田良子   |
| 第03週 | 第11 - 15話           | 10月16日 - 10月20日 | 星田良子   |
| 第04週 | 第16 - 20話           | 10月23日 - 10月27日 | 星田良子   |
| 第05週 | 第21 - 25話           | 10月30日 - 11月03日 | 遠藤光貴   |
| 第06週 | 第26 - 30話           | 11月06日 - 11月10日 | 遠藤光貴   |
| 第07週 | 第31 - 35話           | 11月13日 - 11月17日 | 星田良子   |
| 第08週 | 第36 - 40話           | 11月20日 - 11月24日 | 星田良子   |
| 第09週 | 第41 - 42話           | 11月27日 - 11月28日 | 朝比奈陽子 |
| 第09週 | 第43 - 45話           | 11月29日 - 12月01日 | 星田良子   |
| 第10週 | 第46 - 50話           | 12月04日 - 12月08日 | 遠藤光貴   |
| 第11週 | 第51話                | 12月11日            | 遠藤光貴   |
| 第11週 | 第52 - 54話           | 12月12日 - 12月14日 | 星田良子   |
| 第11週 | 第55話                | 12月15日            | 青木達也   |
| 最終週 | 第56話                | 12月18日            | 青木達也   |
| 最終週 | 第57 - 最終（第60）話 | 12月19日 - 12月22日 | 星田良子   |

## 外部連結
- 小荳荳！ - 朝日電視台 （页面存档备份，存于）
- 小荳荳！的X（前Twitter）
- 窗邊的小荳荳 - 緯來日本台 （页面存档备份，存于）
- 窗邊的小荳荳 - 緯來綜合台

| 日本 朝日電視台 每日連續劇場              | 日本 朝日電視台 每日連續劇場                  | 日本 朝日電視台 每日連續劇場 |
| ----------------------------------------- | --------------------------------------------- | ---------------------------- |
|                                           | 小荳荳！ （2017年10月2日 - 2017年12月22日）   |                              |
| 安寧之鄉 （2017年4月3日 - 2017年9月29日） | 越路吹雪物語 （2018年1月8日 - 2018年3月30日） |                              |

| 緯來日本台 星期一至五 21:00 - 22:00       | 緯來日本台 星期一至五 21:00 - 22:00            | 緯來日本台 星期一至五 21:00 - 22:00 |
| ----------------------------------------- | ---------------------------------------------- | ----------------------------------- |
|                                           | 窗邊的小荳荳 （2018年5月22日 - 2018年6月19日） |                                     |
| （重播） （2018年5月8日 - 2018年5月21日） | （重播） （2018年6月20日 - 2018年7月2日）      |                                     |

| 臺灣 緯來綜合台 星期一至五 18:00 - 20:00 · 1月8日至1月9日 18:00 - 19:00 | 臺灣 緯來綜合台 星期一至五 18:00 - 20:00 · 1月8日至1月9日 18:00 - 19:00                                                                      | 臺灣 緯來綜合台 星期一至五 18:00 - 20:00 · 1月8日至1月9日 18:00 - 19:00 |
| ----------------------------------------------------------------------- | --- | ----------------------------------------------------------------------- |
|                                                                         | 窗邊的小荳荳 （2020年1月8日 - 2020年1月22日）                                                                                                |                                                                         |
| 泡麵之王 （2019年10月31日 - 2020年1月9日）                              | 閃耀的恩秀（19:00 - 21:00） （2020年1月30日 -2020年4月13日）童裝小姐（21:00 - 22:00） （2020年1月30日 - 2020年4月13日） (日劇移至九點檔播出) |                                                                         |